# Die Kinder in Hungersnot
Die Kinder in Hungersnot (Originaltitel: Die Kinder in Hungersnoth) ist eine Sage. Sie stand in den Kinder- und Hausmärchen der Brüder Grimm nur im zweiten Teil der 1. Auflage von 1815 (da Nr. 57) an Stelle 143 (KHM 143a) und stammt aus Johannes Praetorius’ Sammlung Der abentheuerliche Glückstopf von 1669.

## Inhalt
Eine Frau will ihre ältere Tochter schlachten, weil sie hungern. Die bittet um Gnade und holt „ohne Bettelei“ ein Stück Brot. Dann soll die jüngere dran. Sie holt zwei Stück Brot. Sie überreden die Mutter, bis zum Jüngsten Tag zu schlafen. Niemand kann sie erwecken, die Mutter aber ist fort.

## Herkunft
Praetorius verortete die Sage in Grafelitz bei Eger.
Vgl. KHM 202 Die zwölf Apostel, KHM 205 Gottes Speise.